# Cupa României 1963/64
Der Cupa României in der Saison 1963/64 war das 26. Turnier um den rumänischen Fußballpokal. Sieger wurde Dinamo Bukarest, das sich im Finale am 19. Juli 1964 gegen Steaua Bukarest durchsetzen und damit zum ersten Mal das Double gewinnen konnte. Dadurch konnte der Steaua am Europapokal der Pokalsieger teilnehmen. Titelverteidiger Petrolul Ploiești war bereits im ersten Spiel ausgeschieden.

## Modus
Die Klubs der Divizia A stiegen erst in der Runde der letzten 32 Mannschaften ein und mussten zunächst auswärts antreten. Ab dem Achtelfinale fanden alle Spiele – abgesehen vom Finale, das traditionell in Bukarest ausgetragen wurde – auf neutralem Platz statt. Es wurde jeweils nur eine Partie ausgetragen. Stand diese nach 90 Minuten unentschieden, folgte eine Verlängerung von 30 Minuten. Falls danach noch immer keine Entscheidung gefallen war, fand am folgenden Tag am selben Ort ein Wiederholungsspiel statt. Endete auch dieses mit einem Unentschieden, kam die Mannschaft mit dem niedrigeren Durchschnittsalter in die nächste Runde. Im Sechzehntelfinale wurde kein Wiederholungsspiel ausgetragen, sondern kam im Falle eines Unentschiedens nach Verlängerung die auswärts spielende Mannschaft eine Runde weiter.

## Sechzehntelfinale
| Datum          |                          | Ergebnis             |                      |
| -------------- | ------------------------ | -------------------- | -------------------- |
| 1. März 1964   | AS Aiud                  | 3:1 n. V. (1:1, 1:0) | Știința Galați       |
|                | Minerul Baia Mare        | 1:0 (1:0)            | Siderurgistul Galați |
|                | CIL Blaj                 | 1:0 n. V             | Petrolul Ploiești    |
|                | Dinamo Victoria Bukarest | 1:2 (0:1)            | Știința Timișoara    |
|                | Flacăra Roșie Bukarest   | 1:0 n. V.            | Progresul Bukarest   |
|                | Răsăritul Caracal        | 2:3 (1:1)            | Farul Constanța      |
|                | Recolta Carei            | 0:4 (0:2)            | Rapid Bukarest       |
|                | Ancora Galați            | 0:4 (0:3)            | Crișul Oradea        |
|                | Victoria Giurgiu         | 1:3 (1:2)            | Dinamo Bukarest      |
|                | Textila Sfântu Gheorghe  | 2:1 (1:1)            | Steagul Roșu Brașov  |
|                | CSM Sibiu                | 3:1 (1:1)            | UTA Arad             |
|                | Carpați Sinaia           | 3:1 (1:0)            | Știința Cluj         |
|                | Electromotor Timișoara   | 0:2 (0:0)            | CSMS Iași            |
|                | Metalul Turnu Severin    | 5:2 n. V. (2:2, 1:0) | CSM Cluj             |
| 22. April 1964 | Siderurgistul Hunedoara  | 3:1 (0:0)            | Dinamo Pitești       |
| 4. Juni 1964   | Dinamo Bacău             | 1:1 n. V. (1:1, 1:0) | Steaua Bukarest      |

## Achtelfinale
| Datum         |                         | Ergebnis    |                         | Ort       |
| ------------- | ----------------------- | ----------- | ----------------------- | --------- |
| 3. Juni 1964  | Crișul Oradea           | 3:0 (3:0)   | Metalul Turnu Severin   | Hunedoara |
| 4. Juni 1964  | Siderurgistul Hunedoara | 2:1 (1:1)   | CSMS Iași               | Brașov    |
|               | Rapid Bukarest          | 8:0 (1:0)   | Flacăra Roșie Bukarest  | Bukarest  |
|               | Farul Constanța         | 4:1 (1:1)   | AS Aiud                 | Câmpina   |
|               | CSM Sibiu               | 1:0 (1:0)   | Textila Sfântu Gheorghe | Făgăraș   |
|               | Știința Timișoara       | 1:0 (0:0)   | Carpați Sinaia          | Pitești   |
|               | Dinamo Bukarest         | 6:0 (4:0)   | Minerul Baia Mare       | Sibiu     |
| 10. Juni 1964 | Steaua Bukarest         | 12:0 (6:0)0 | CIL Blaj                | Brașov    |

## Viertelfinale
| Datum        |                 | Ergebnis  |                         | Ort           |
| ------------ | --------------- | --------- | ----------------------- | ------------- |
| 1. Juli 1964 | Crișul Oradea   | 1:0 (0:0) | Siderurgistul Hunedoara | Câmpia Turzii |
|              | Dinamo Bukarest | 0:0 n. V. | Știința Timișoara       | Hunedoara     |
|              | CSM Sibiu       | 2:1 (2:1) | Farul Constanța         | Pitești       |
|              | Steaua Bukarest | 2:1 (1:1) | Rapid Bukarest          | Bukarest      |

### Wiederholungsspiel
| Datum        |                 | Ergebnis  |                   | Ort       |
| ------------ | --------------- | --------- | ----------------- | --------- |
| 2. Juli 1964 | Dinamo Bukarest | 2:1 (1:0) | Știința Timișoara | Hunedoara |

## Halbfinale
| Datum         |                 | Ergebnis  |               | Ort       |
| ------------- | --------------- | --------- | ------------- | --------- |
| 12. Juli 1964 | Dinamo Bukarest | 1:0 n. V. | Crișul Oradea | Constanța |
|               | Steaua Bukarest | 2:1 (1:0) | CSM Sibiu     | Pitești   |

## Finale
| Paarung         | Dinamo Bukarest – Steaua Bukarest |
| Ergebnis        | 5:3 (1:2) |
| Datum           | 19. Juli 1964 |
| Stadion         | Stadionul 23 August, Bukarest |
| Zuschauer       | 70.000 |
| Schiedsrichter  | Andries van Leeuwen (Niederlande) |
| Tore            | 1:0 Octavian Popescu (3.) 1:1 Carol Creiniceanu (12.) 1:2 Gheorghe Constantin (14.) 2:2 Radu Nunweiller (53.) 3:2 Ion Pârcălab (60.) 3:3 Gheorghe Constantin (63.) 4:3 Constantin Frățilă (83.) 5:3 Octavian Popescu (88.)                 |
| Dinamo Bukarest | Ilie Datcu (85. Iuliu Uțu), Constantin Ștefan, Ion Nunweiller, Lică Nunweiller, Dumitru Ivan, Emil Petru, Octavian Popescu, Ion Pârcălab, Radu Nunweiller, Constantin Frățilă, Ion Haidu Cheftrainer: Traian Ionescu                       |
| Steaua Bukarest | Vasile Suciu (59. Constantin Eremia), Mircea Georgescu, Emerich Jenei, Dumitru Nicolae, Dragoș Cojocaru, Cornel Pavlovici, Constantin Koszka, Sorin Avram, Gheorghe Constantin, Gavril Raksi (66. Florea Voinea) Cheftrainer: Gheorghe Ola |

Das Finale war das erste zwischen Dinamo und Steaua, die sich insgesamt zehnmal gegenüberstanden. Es wurde zum ersten Mal in der Geschichte des rumänischen Pokals von einem Ausländer geleitet.